# Сертанополис
Сертанополис (порт. Sertanópolis) — муниципалитет в Бразилии, входит в штат Парана. Составная часть мезорегиона Северо-центральная часть штата Парана. Находится в составе крупной городской агломерации . Входит в экономико-статистический  микрорегион Порекату. Население составляет 15 780 человек на 2006 год. Занимает площадь 505,528 км². Плотность населения — 31,2 чел./км².

## История
Город основан 6 июня 1934 года.

## Статистика
- Валовой внутренний продукт на 2003 год составляет 203 530 862,00 реалов (данные: Бразильский институт географии и статистики).
- Валовой внутренний продукт на душу населения на 2003 год составляет 13 139,50 реалов (данные: Бразильский институт географии и статистики).
- Индекс развития человеческого потенциала на 2000 год составляет 0,781 (данные: Программа развития ООН).

## География
Климат местности: субтропический. В соответствии с классификацией Кёппена, климат относится к категории Cfa.